# Psychoda cylindrica
Psychoda cylindrica är en tvåvingeart som beskrevs av Wagner 1989. Psychoda cylindrica ingår i släktet Psychoda och familjen fjärilsmyggor. Inga underarter finns listade i Catalogue of Life.